# Жерар Оссер
Жерар Оссер (фр. Gérard Hausser, нар. 18 березня 1939, Страсбург) — французький футболіст, що грав на позиції нападника.
Виступав, зокрема, за клуб «Страсбур», а також національну збірну Франції.

## Клубна кар'єра
У дорослому футболі дебютував 1960 року виступами за команду клубу «Страсбур», в якій провів сім сезонів, взявши участь у 194 матчах чемпіонату.  Більшість часу, проведеного у складі «Страсбура», був основним гравцем атакувальної ланки команди.
Згодом з 1967 по 1971 рік грав у складі команд клубів «Карлсруе СК» та «Мец».
Завершив професійну ігрову кар'єру у клубі «Страсбур», у складі якого вже виступав раніше. Прийшов до команди 1971 року, захищав її кольори до припинення виступів на професійному рівні у 1974.

## Виступи за збірну
1965 року дебютував в офіційних матчах у складі національної збірної Франції. Протягом кар'єри у національній команді, яка тривала усього 2 роки, провів у формі головної команди країни 14 матчів, забивши 2 голи.
У складі збірної був учасником чемпіонату світу 1966 року в Англії.